# Aprostocetus ferganicus
Aprostocetus ferganicus is een vliesvleugelig insect uit de familie Eulophidae. De wetenschappelijke naam is voor het eerst geldig gepubliceerd in 2005 door Kostjukov & Khomchenko.